# ケイティ・アセルトン
ケイティ・アセルトン （Katie Aselton、1978年10月1日 - ）は、アメリカ合衆国の女優、映画監督、映画プロデューサー。本名は、キャスリン・アセルトン（Kathryn Aselton ）。

## 主な出演作品

### 映画
- Scrapple （2004年。短編映画。）
- 『僕の大切な人と、そのクソガキ』 - Cyrus （2010年）
- The Freebie （2010年。監督・脚本も兼務。）
- 『我が家のおバカで愛しいアニキ』 - Our Idiot Brother （2011年）
- 『ハッピーニート おちこぼれ兄弟の小さな奇跡』 - Jeff, Who Lives at Home （2011年）
- 『処刑島 みな殺しの女たち』 - Black Rock （2012年。監督・原案も兼務。）
- 『クリープ』 - Creep （2014年）
- 『追憶の森』 - The Sea of Trees （2015年）
- 『ザ・ギフト』 - The Gift （2015年）
- 『ファーザー・フィギュア』 - Father Figures （2017年）
- 『また、あなたとブッククラブで』 - Book Club （2018年）
- 『明日の恋の見つけかた』 - The Tomorrow Man （2019年）
- 『シンクロニック』 - Synchronic （2019年）
- 『スキャンダル』 - Bombshell （2019年）
- 『シー・ダイズ・トゥモロー』 - She Dies Tomorrow （2020年）
- 『シルクロード.com -史上最大の闇サイト-』 - Silk Road （2021年）
- 『アンホーリー 忌まわしき聖地』 - The Unholy （2021年）

### テレビドラマ
- 『レボリューション』 - Revolution （2014年）
- 『レギオン』 - Legion （2017年-2018年）
- 『ラリーのミッドライフ★クライシス』 - Curb Your Enthusiasm （2017年）
- 『Veep/ヴィープ』 - Veep （2019年）
- 『ザ・モーニングショー』 - The Morning Show （2021年）